# Бульвар Кронвалда
Бульвар Кронвалда (латыш. Kronvalda bulvāris, ранее Пушкинский бульвар) — бульвар в Центральном районе города Риги. Проходит от улицы Кришьяня Валдемара до улицы Элизабетес. Входит в бульварный ансамбль города Риги. Одна из границ Парка Кронвальда.
Длина бульвара — 740 м.

## Общественный транспорт
Трамваи 5, 7, 9 и 11 маршрутов курсируют почти по всей длине бульвара (на участке от улицы Кришьяна Валдемара до Рижской 1-й музыкальной школы имени Язепа Мединя).

## История
Устроен на месте снесённых в 1875 году городских укреплений (Цитадели). Первоначально был частью Большой Яковлевской улицы. В 1889 году получил название — Пушкинский бульвар. В 1923 году был переименован в честь Атиса Кронвалдса (латыш. Atis Kronvalds, 1837—1875) — латышского педагога, публициста, видного деятеля латышского национального возрождения. Во время немецкой оккупации, с 1942 года, носил название Кронвалдсринг. С освобождением города от нацистов, в 1944 году, довоенное название было возвращено.
В 1891 году на пересечении бульвара (тогда Пушкинского) с Николаевской улицей по проекту архитектора Рижского учебного округа А. Кизельбаша было построено новое здание для Николаевской гимназии.
В 2003 году на бульваре у д. 4 открыт памятник учёному-химику Паулю Вальдену, автор Андрис Варпа.

## Застройка
д. 2 — Латвийский национальный театр
д. 4 — Ботанический музей Латвийского университета
д. 8 — Музыкальная школа имени Язепа Медыня
д. 9 — филиал Музея истории медицины имени Паула Страдыня

## Галерея

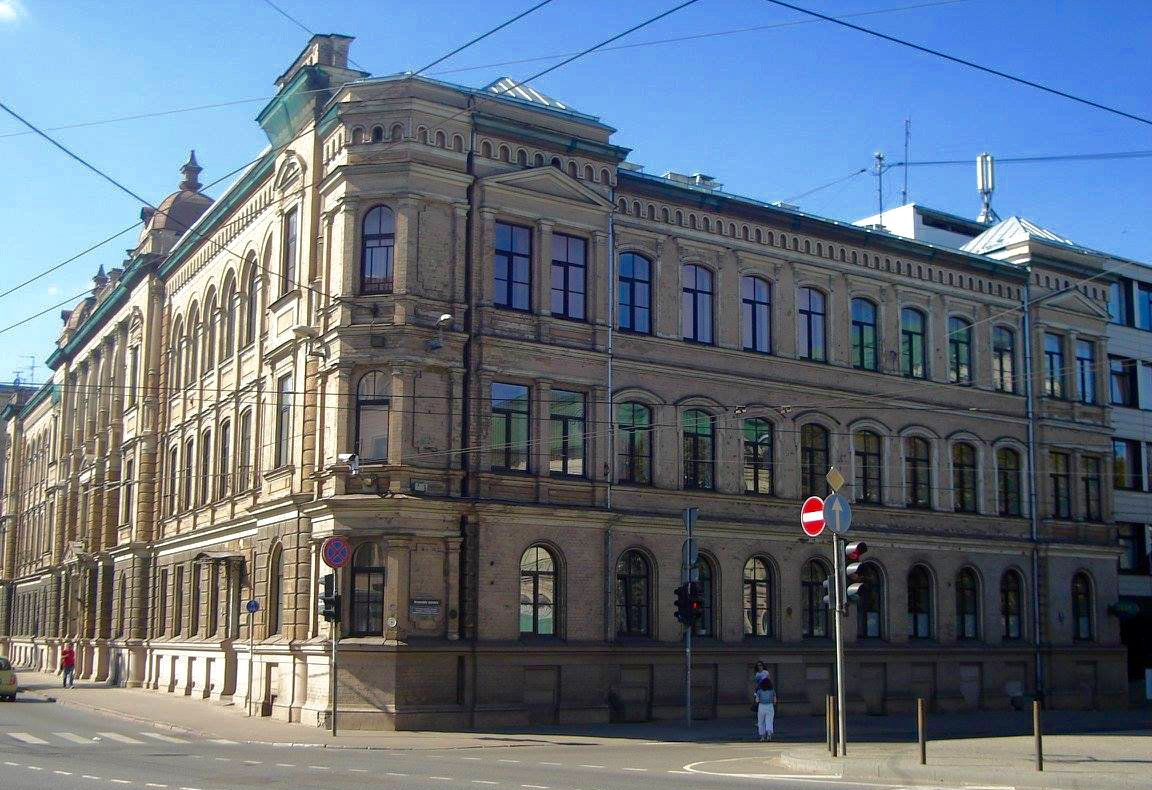
Рижский государственный техникум
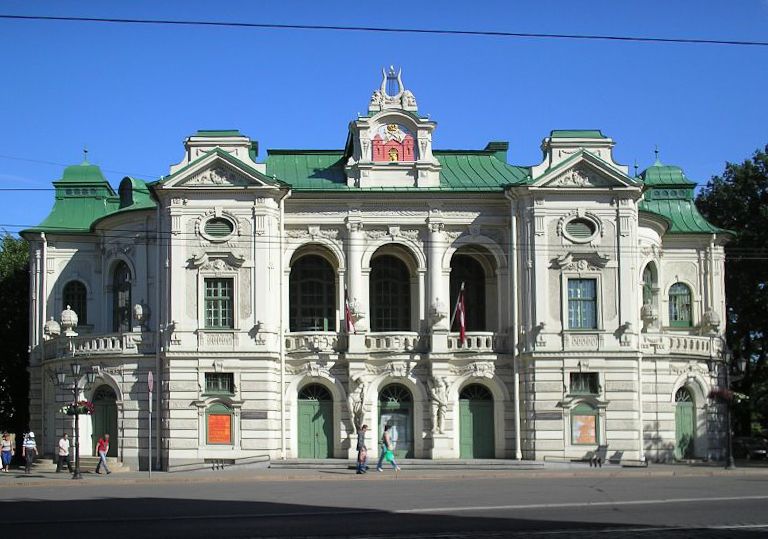
Латвийский национальный театр
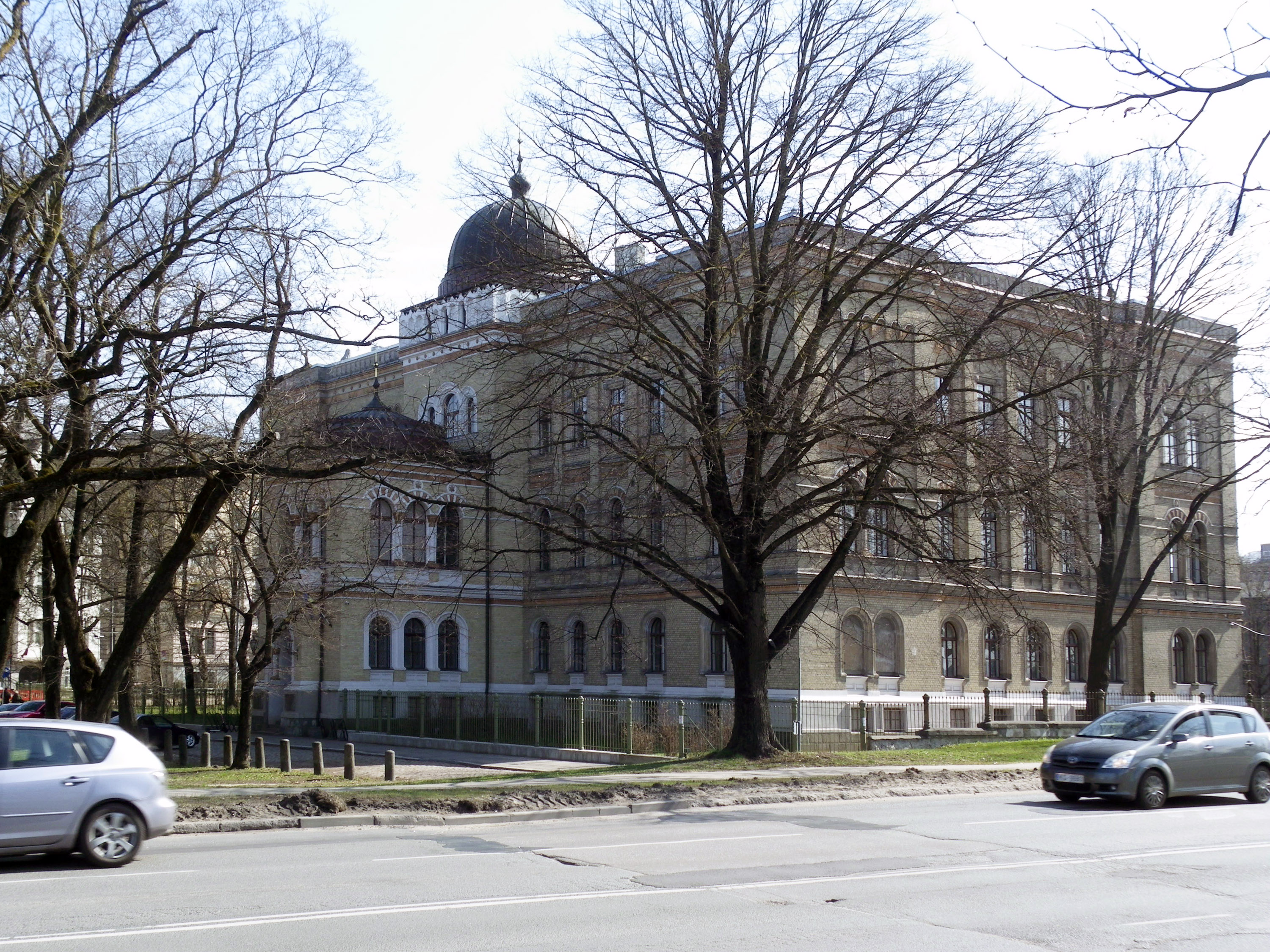
Анатомический музей